# MyNetworkTV
MyNetworkTV — американская телевизионная сеть/сервис синдикации, принадлежащий 
The Walt Disney Company. Телесеть дебютировала 5 сентября 2006 года с национальным охватом около 96 % территории страны.
Сеть MyNetworkTV была основана в январе 2006 года, когда CBS Corporation и Warner Bros. решили закрыть убыточные The WB и UPN, путём объединения их в The CW. В результате закрытия двух сетей половина местных станций остались без национальной телесети, благодаря чему под руководством Fox Television Station (владеющей крупнейшими станциями в Нью-Джерси, Лос-Анджелесе и Чикаго) объединились в MyNetworkTV.
В первые дни существования MyNetworkTV безуспешно пытался конкурировать с The CW за пятое место после большой четверки. В своем дебютном сезоне канал решил бороться за англоговорящую аудиторию в возрасте 18-49, запуская недорогие теленовеллы (редко используемый на американском телевидении формат мыльных опер), транслируя их не один, а пять раз в неделю. Бюджеты этих шоу были на уровне $ 200,000-$ 500,000 по сравнению с $ 2-$ 3 миллиона у других прайм-тайм драм. Бюджеты на самом деле были ниже чем у дневных мыльных опер. Первыми проектами канала стали «Желание» и «Дом моды», которые транслировались тринадцать недель и 65 эпизодов, с сентября по декабрь. Оба шоу были далеки от успеха, привлекая менее миллиона зрителей и теряя аудиторию неделю за неделей. Дне последующие теленовеллы, «Нечестные жестокие игры» и «Следи за мной» стартовали в декабре и оказались ещё менее успешными, а рейтинги канала тем временем упали на целых 90 процентов со времен его запуска. 1 марта 2007 года канал объявил о прекращении производства теленовелл. Две последние завершились в июле 2007 года и были заменены на реалити-шоу, также безуспешные.
9 февраля 2009 года Fox Entertainment Group объявили о переходе MyNetworkTV из телевизионной сети в сервис синдикации, аналогичный Ion Television. Этот шаг помог MyNetworkTV подняться в рейтингах, будучи сетью номер шесть в сезоне 2011/12 годов, в основном, благодаря синдицированным повторам «Закон и порядок: Специальный корпус» и «Закон и порядок: Преступное намерение».